# Double Dragon
Double Dragon (яп. 双截龍（ダブルドラゴン） Сосэцурю — Дабуру Дорагон) — компьютерная игра в жанре Beat ’em up, разработанная Technos Japan в 1987 году и изданная на территории Северной Америки и Европы компанией Taito Corporation. Позднее была портирована на множество игровых систем.
Технически игра была преемником более раннего продукта Technos — Nekketsu Kouha Kunio kun, но предоставляла игроку некоторые нововведения (режим совместной игры для двух игроков, возможность использования оружия противника и др.)

## Сюжет
Оригинальная версия не имела сюжета как такового, но выпущенные позже порты для различных платформ содержали краткое вступление в руководстве пользователя, в котором рассказывалось что действие игры происходит в постапокалиптическом Нью-Йорке спустя пять лет после ядерной войны. Контроль над городом держат различные преступные группировки. Главные герои — Hammer и Spike (Молот и Шип, в портированных версиях названные Billy и Jimmy Lee), мастера вымышленного боевого искусства Sōsetsuken (считается намёком на Джиткундо, боевой стиль, разработанный Брюсом Ли).
Однажды бандиты из самой крупной в Нью-Йорке банды Black Warriors похищают Мариан, девушку Билли, и братья Ли отправляются её спасать. В версии для NES Джимми оказывается настоящим лидером Black Warriors.

## Отзывы и награды
| Сводный рейтинг | Сводный рейтинг |
| Агрегатор       | Оценка          |
| --------------- | --------------- |
| GameRankings    | 56,67 %         |

Игра удостоена множеством наград, в том числе вошла в списки «Лучшие игры всех времён» ряда популярных игровых изданий.
| Игра года               | EGM                                                                         | EGM                                                                         | EGM                                                                         | EGM                                                                         | EGM                                                                         | EGM                                                                         | EGM                                                                         | EGM                                                                         | EGM                                                                         | EGM                                                                         | EGM                                                                         |
| Лучшая игра всех времён | EGM, Empire, Game Informer, G4, GameSpot,GamingBolt, KLOV, NowGamer, Yahoo! | EGM, Empire, Game Informer, G4, GameSpot,GamingBolt, KLOV, NowGamer, Yahoo! | EGM, Empire, Game Informer, G4, GameSpot,GamingBolt, KLOV, NowGamer, Yahoo! | EGM, Empire, Game Informer, G4, GameSpot,GamingBolt, KLOV, NowGamer, Yahoo! | EGM, Empire, Game Informer, G4, GameSpot,GamingBolt, KLOV, NowGamer, Yahoo! | EGM, Empire, Game Informer, G4, GameSpot,GamingBolt, KLOV, NowGamer, Yahoo! | EGM, Empire, Game Informer, G4, GameSpot,GamingBolt, KLOV, NowGamer, Yahoo! | EGM, Empire, Game Informer, G4, GameSpot,GamingBolt, KLOV, NowGamer, Yahoo! | EGM, Empire, Game Informer, G4, GameSpot,GamingBolt, KLOV, NowGamer, Yahoo! | EGM, Empire, Game Informer, G4, GameSpot,GamingBolt, KLOV, NowGamer, Yahoo! | EGM, Empire, Game Informer, G4, GameSpot,GamingBolt, KLOV, NowGamer, Yahoo! |

## Продолжения
- Double Dragon получил прямое продолжение в виде двух аркадных Beat ’em up’ов: Double Dragon II: The Revenge (1988 год) и Double Dragon 3: The Rosetta Stone (1990 год).
- В 1992 году Technos выпустила версию для SNES под названием Super Double Dragon.
- В 1993 году Tradewest выпускает разработанную Rare Ltd. игру Battletoads & Double Dragon, являющуюся кроссовером персонажей Double Dragon и боевых жаб Battletoads.
- В 1994 году Tradewest выпускает разработанную Leland Interactive Media игру Double Dragon V: The Shadow Falls.